# District de Dhalai
Le district de Dhalai  (bengali : ধলাই জেলা) est un district de l'État du Tripura, en Inde.

## Géographie
Au recensement de 2011, sa population était de 377 988 habitants pour une superficie de 2 523 km2.
Son chef-lieu est la ville d'Ambassa. 